# Mihona Fujii
Mihona Fujii (jap. 藤井みほな Fujii Mihona; ur. 12 listopada 1974 w Tokio) – japońska autorka komiksów, głównie dla dziewcząt (mangaka shōjo). 
Zadebiutowała mangą Mujaki na mama de, która została opublikowana w 1990 roku w czasopiśmie Ribon Original. Jej prace publikowane były kiedyś w Ribon; obecnie publikuje w Margaret serię pt. Tokyo Angels.

## Prace
- START!
- Spicy Girl
- Passion Girls (5 tomów)
- Ryuō Mahōjin (3 tomów)
- Yuki no Hanabira
- Himitsu no Hanazono
- Super Princess
- Gals! (10 tomów)